# Chuck Cabot
Chuck Cabot (geboren als Carlos Guillermo Cascales) (Querétaro, 16 mei 1915 - 27 december 2007) was een Amerikaans jazzsaxofonist, bigbandleider en Americanfootballspeler.
Cabot richtte in 1937 het Chuck Cabot Orchestra op, waarmee hij tot in de jaren vijftig speelde in ballrooms als de Roseland Ballroom in New York, Palladium in Hollywood en Catalina Island Casino in Avalon vlak bij Los Angeles. In de jaren veertig nam hij vijf 78 toerenplaten op voor Atomic Records. Naast zijn loopbaan als muzikant was Cabot ook actief in de sport. Hij was Americanfootballspeler en speelde in 1939 in een legendarisch footballteam van de universiteit van Californië, naast spelers als Kenny Washington en Woody Strode. Begin jaren veertig was hij ook een atletiekcoach op verschillende highschools.
Vanaf het begin van de jaren zestig tot kort voor zijn dood organiseerde hij concerten. Zo organiseerde hij de eerste tournee van The Rolling Stones aan de westkust.
Zijn broers Johnny Richards, Jose Luis Cascales (Joe) en Juan Adolfo Cascales (Jack) waren eveneens professionele muzikanten.

## Voetnoot
1. ↑  Volgens de Los Angeles Times van 30 december 2007 geboren als Charles W. Cascales